# Roswitha Sperber

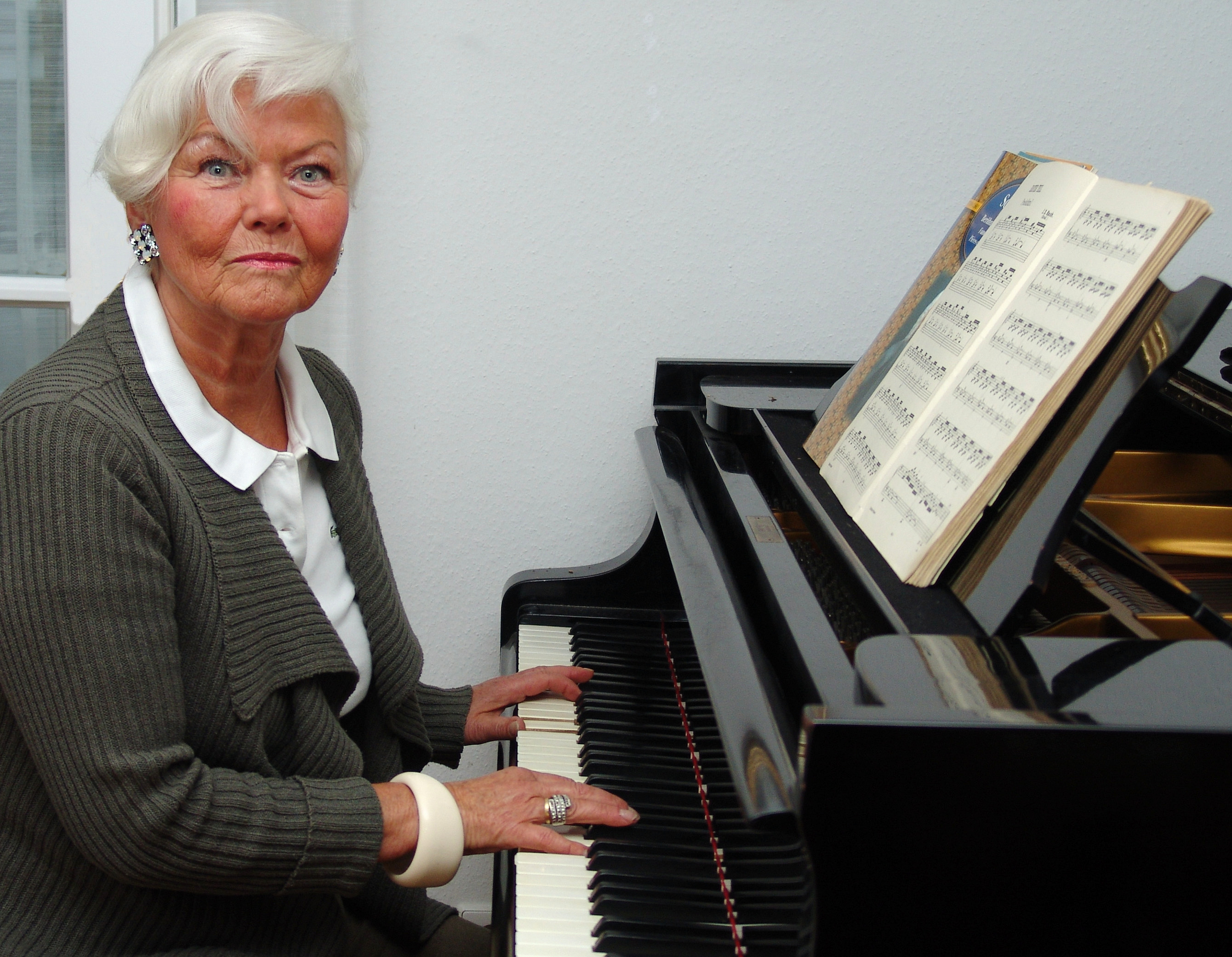
Roswitha Sperber, 2007

Roswitha Sperber (* 16. Juli 1937 in Ludwigshafen am Rhein) ist eine deutsche Sängerin und Förderin zeitgenössischer Musik.

## Leben
Roswitha Sperber studierte Musikpädagogik mit den Hauptfächern Klavier und Gesang an der Hochschule für Musik und Theater Mannheim, Klavier bei Else Rehberg und Richard Laugs, Gesang bei Eva Maria Molnar. Bei Paul Lohmann, Frankfurt/Wiesbaden, Margarete von Winterfeld, Freiburg, Anna Reynolds/Mannheim und in einem Meisterkurs bei Kurt Equiluz vervollkommnete sie ihre Gesangsausbildung.
Roswitha Sperber war Stimmbildnerin und Solistin der Heidelberger Studentenkantorei und übte Lehrverpflichtungen an der Staatlichen Hochschule für Musik und Theater Heidelberg-Mannheim aus. Als Konzertsängerin stand sie im In- und Ausland auf der Bühne, außerdem sang sie für Rundfunkproduktionen, Schallplatten und CDs.
Roswitha Sperber war zweimal verheiratet, sie hat zwei Söhne und drei Enkel. Sie lebt in Dilsberg.

## Künstlerische Tätigkeiten
Roswitha Sperber gründete und leitete Ensembles, Kammermusikreihen, Festivals und zusammen mit der Komponistin Violeta Dinescu das Kulturinstitut Komponistinnen gestern-heute Heidelberg als Trägerverein der Festivals, der Konferenzen, des Heidelberger Festival Ensembles für zeitgenössische Musik sowie des Heidelberger Künstlerinnenpreises, der im Rahmen der Festivals vergeben und von Roswitha Sperber stetig weiterentwickelt und befördert wurde. Mit dem von ihr gegründeten und künstlerisch geleiteten Heidelberger Festival Ensemble vergab sie in Zusammenarbeit mit dem Ministerium für Wissenschaft, Forschung und Kunst Baden-Württemberg über dreißig Kompositionsaufträge an Komponistinnen in aller Welt.
Roswitha Sperber war in verschiedenen Gremien tätig: In der Fachgruppe Frauen und Medien im Deutschen Musikrat, im Präsidium des Landesmusikrates Baden-Württemberg sowie für Neue Musik im Kuratorium der Kulturstiftung Rhein-Neckar-Kreis. Sie war Mitglied in der Europäischen Konferenz der Veranstalter für Zeitgenössische Musik und Mitarbeiterin des The New Grove Dictionary of Women Composers. Mit den Dilsberger Matineen begründete sie die Kammerkonzerte im Kommandantenhaus Dilsberg.
Sie ist Herausgeberin verschiedener Dokumentationen und Bücher sowie Trägerin verschiedener Ehrungen und Preise. Ihre Arbeiten wurden von der Kommune, dem Land Baden-Württemberg, vom Deutschen Musikrat und projektbezogen von der Bundesregierung gefördert.

## Auszeichnungen
- 2000: Verdienstkreuz am Bande des Verdienstordens der Bundesrepublik Deutschland

## Schallplatten und CD
- Dilsberger Matineen - Barockmusik aus England - Frankreich - Österreich Roswitha Sperber Mezzosopran, Marianne Boettcher Violine, Monika Schwamberger Violoncello, Helmut Erb Trompete, Diethelm Kaufmann Cembalo, Hermann Schemmel, Orgel.  1983 Capella Verlag Speyer  Spi 1301XC
- Jubilate Deo - Klingende Kirche Heiliggeist Heidelberg Joseph Bonnet, Francois Clement Théodore Dubois, Joachim Herbold, Hans-Rudolf Johner, Ernst-Ulrich von Kameke, Louis James Lefébure-Wély, Franz Liszt, Frank Martin. Roswitha Sperber Mezzosopran, Ernst-Ulrich von Kameke, Peter Schumann Orgel.  1982 RBM Musikproduktion Mannheim IC 288
- Internationales Festival Komponistinnen gestern-heute Heidelberg - Violeta Dinescu 1985 cpo - Classic Produktion Osnabrück CL 8492
- Internationales Festival Komponistinnen gestern-heute Heidelberg Violeta Dinescu  Heidelberger Festival Ensemble mit Roswitha Sperber Mezzosopran, Marianne Boettcher, Monika Hölszky-Wiedemann Violine, Herta Rosa-Herseni Violoncello, Ursula Trede-Boettcher Orgel und Nicolae Maxim Flöte, Valeriu Barbuceanu Klarinette, Miltiade Nenoiu Fagott, Concordia Bläserquintett Bukarest.
- Internationales Festival Heidelberg 1987' - Komponistinnen und Komponisten aus Rumänien Rumänien  Myriam Marbe, Anatol Vieru, Stefan Niculescu, Mihai Moldovan - Roswitha Sperber Mezzosopran, Daniel Kientzy Saxophon, Miltiade Nenoiu Fagott,  Concordia Bläser Quintett Bukarest1985.  1985 cpo - Classic Produktion Osnabrück.  1987 electrecord Bukarest  ST –CS 0218
- Internationales Festival Heidelberg 1987 Komponistinnen und Komponisten aus Rumänien 1987 - Violeta Dinescu, Adriana Hölszky Roswitha Sperber Mezzosopran, Daniel Kientzy Saxophon, Valeriu Barbuceanu Klarinette, Toni Roeder Schlagzeug.  Electrecord Bukarest ST - CS  0217
- Gesänge aus Osteuropa Myriam Marbe, Sofia Gubaidulina, Galina Ustwolskaja, Adriana Hölszky, Violeta Dinescu. Heidelberger Festival Ensemble, Roswitha Sperber Mezzosopran, Heidelberger Madrigalchor, Leitung Gerald Kegelmann.  1991  Mediaphon GmbH Stuttgart LC 0159

## Veröffentlichungen
- als Hrsg.: Komponistinnen gestern - heute : Festival international, Heidelberg 85 - 89. 1987, ISBN 3-920679-01-6.
- als Hrsg.: Komponistinnen gestern - heute: Festival Internat. Heidelberg 85 - 89. Dokumentation. 1989, ISBN 3-920679-01-7.
- Russische Avantgarde - Musikavantgarde im Osten Europas : Internationale Musik-Festivals Heidelberg 1991 und 1992. Dokumentation. 1992.
- mit Detlef Gojowy (Hrsg.): Russische Avantgarde, Musikavantgarde im Osten Europas : Dokumentation. Kulturinstitut Komponistinnen Heidelberg, 1992, DNB 931839165.
- als Hrsg.: Komponistinnen in Deutschland. Inter Nationes, Bonn 1996, DNB 948560967.
- als Hrsg.: Gegenwelten : 10 Jahre Internationales Festival für Neue Musik, 10 Jahre Kulturinstitut Komponistinnen Heidelberg, 10 Jahre Heidelberger Festival-Ensemble ; eine Dokumentation. Wolke Verlag, Hofheim 1997, ISBN 3-923997-75-2.
- als Hrsg.: Visionen - Aufbrüche : der Weg ins 21. Jahrhundert ; 25 Jahre Heidelberger Künstlerinnenpreis ; Musikpreis der Stadt Heidelberg. Verlag das Wunderhorn, Heidelberg 2012, ISBN 978-3-88423-396-2.

## Preise und Ehrungen
- 1988 Certificate of Honor  - The International Congress on Women in Music' to the Outstanding Contributions to Musical Life and particulary for Accomplishments which have improved the situation for Women in Music Internationally.
- 2000 Verdienstorden der Bundesrepublik Deutschland in Anerkennung der um Volk und Staat erworbenen besonderen Verdienste.
- 2005 Heidelberger Künstlerinnenpreis Rhein–Neckar für ihr Lebenswerk.